# Henrique V (filme de 1944)
Henrique V (Henry V, no original em inglês) é um filme britânico de 1944, do gênero drama, dirigido por Laurence Olivier e estrelado por Laurence Olivier e Robert Newton.

## Produção

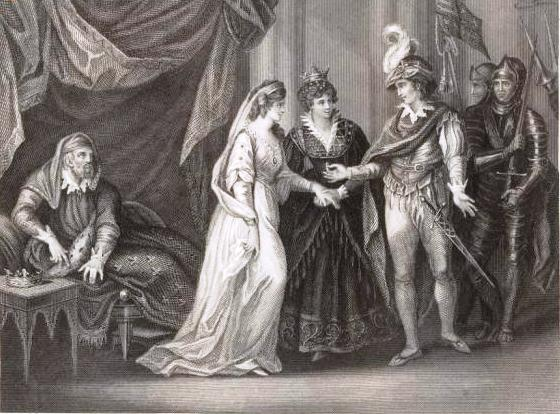
Henrique V, Rei da Inglaterra, Recebe a Princesa da França em Casamento, autor desconhecido (1841). Nem a dramática vitória de Henrique V na Batalha de Agincourt em 1415, nem seu casamento arranjado com a Princesa Catarina de Valois em 1420, conforme mostrado no filme, puseram fim à Guerra dos Cem Anos. Isto só aconteceria em 1453, com a derrota dos ingleses.

Henrique V foi o primeiro dos quatro filmes baseados em peças de William Shakespeare que Laurence Olivier dirigiu. Foi também o primeiro a receber críticas entusiasmadas e a dar lucro.
Olivier mostrou toda sua criatividade ao iniciar o filme com uma representação da peça na Londres de 1603 e em seguida transportar a ação para um campo de batalha na França. Ousadias como essa iam de encontro à maneira como o bardo era tratado no cinema até então -- com reverência e profundo respeito. Plateias, estudiosos e críticos ficaram extasiados.
Rodado nas vésperas da invasão da Normandia pelos Aliados, um claro paralelo foi traçado entre a conquista da França pelo rei inglês no século XV e o início da derrota dos invasores nazistas. Dedicado aos combatentes, Henrique V usou a poesia heroica de Shakespeare como uma trombeta, um chamado à nação, e mostrou seu potencial como propaganda de guerra,assim como In Which We Serve, realizado dois anos antes.
Quando das filmagens da Batalha de Agincourt (rodadas na Irlanda), os cenários estilizados, até então baseados em pinturas medievais, passaram a inspirar-se em Paolo Uccello e no filme Alexander Nevsky, de Sergei Eisenstein. A Academia de Artes e Ciências Cinematográficas reconheceu a excelência do trabalho do diretor de arte Paul Sheriff e o indicou ao Oscar da categoria, uma das quatro recebidas pelo filme. A Academia também concedeu um Oscar Honorário a Laurence Olivier.
Para Ken Wlaschin, Henrique V é um dos dez melhores filmes da carreira de Olivier.

## Sinopse
O jovem Henrique de Monmouth assume o trono da Inglaterra em 1413. Líder hábil, consegue aglutinar todas as forças do exército em torno de si e parte para a França. Em Agincourt, em menor número e em condições meteorológicas adversas, obtém um grande vitória, o que o credencia a cortejar a Princesa Catarina de Valois e, com isso, unir os dois reinos.

## Premiações
- Observação: apesar de realizado em 1944, Henrique V foi lançado nos Estados Unidos somente em 1946

| Patrocinador                                  | Prêmio                                            | Categoria | Situação               |
| --------------------------------------------- | ------------------------------------------------- | --- | ---------------------- |
| Academia de Artes e Ciências Cinematográficas | Oscar                                             | Melhor Filme Melhor Ator (Laurence Olivier) Melhor Direção de Arte (cores) Melhor Trilha Sonora (drama ou comédia) | Indicado               |
| National Board of Review                      |                                                   | Melhor Filme Melhor Ator (Laurence Olivier) Top Ten Films of 1946                                                  | Vencedor               |
| New York Film Critics Circle                  | NYFCC Award                                       | Melhor Filme Melhor Diretor Melhor Ator (Laurence Olivier)                                                         | Segundo lugar Vencedor |
| Festival de Veneza                            | Prêmio da Crítica Internacional - Menção Especial | Melhor Longa-metragem                                                                                              | Vencedor               |

- Oscar Honorário: Laurence Olivier por "por seu grande desempenho como ator, produtor e diretor ao adaptar Henrique V para o Cinema."[6]

## Elenco
| Ator/Atriz       | Personagem                   |
| ---------------- | ---------------------------- |
| Laurence Olivier | Rei Henrique V da Inglaterra |
| Robert Newton    | Pistol                       |
| Renée Ashershon  | Princesa Catarina de Valois  |
| Esmond Knight    | Fluellen                     |
| Leslie Banks     | Coro                         |
| Leo Genn         | O condestável da França      |
| Felix Aylmer     | Arcebispo da Cantuária       |
| Janet Burnell    | Isabel de França             |
| Gerald Case      | Conde of Westmoreland        |
| Valentine Dyall  | Duque da Borgonha            |
| Roy Emerton      | Tenente Bardolph             |
| Jonathan Field   | Mensageiro francês           |
| Frederick Cooper | Cabo Nym                     |
| Morland Graham   | Sir Thomas Erpingham         |